# Пещера Илии
Пещера Илии — грот на горе Кармель в Хайфе, Израиль, связанный с библейским пророком Илией. Согласно традиции, Илия молился в гроте, прежде чем бросить вызов жрецам Ваала на горе Кармель (3Цар. 18), и спрятался либо в том же, либо в другом соседнем гроте от гнева Иезавели (3Цар. 19:1—3).
Два грота на горе Кармель в Хайфе исторически назывались «Пещерой Илии»:
- чуть выше перекрёстка улиц Алленби и Хагана в Хайфе, на горе Кармель, примерно в 40 м над уровнем моря
- под алтарем главной церкви монастыря Стелла Марис, на вершине горы Кармель[2][3].

Пещера на улице Алленби на протяжении веков была местом паломничества евреев, христиан, мусульман и друзов. Пещера на улице Алленби также известна как Эль-Хидр (араб. ٱلْخَضِر‎) на арабском языке.
Пещера под алтарем главной церкви монастыря Стелла Марис на вершине горы Кармель также стала центром притяжения для христиан. Летом 
Пещера Илии является одной из самых важных религиозных святынь Земли Израиля и одним из наиболее известным туристическим объектом Хайфы (наряду со святынями бахаев, кармелитов, ахмадие). В честь Илии-пророка в Хайфе были построены: греческо-православная церковь Илии-пророка (1862, восточная окраина площади Хамра), католическая церковь Илии-пророка (1867, на севере площади Хамра), католическая церковь Илии-пророка (1871, построена на средства ордена кармелитов на пересечении современных улиц Натанзон, Элияху, Пальям, закрыта). В 1827 году, на проспекте Касини (сейчас дорога Стелла Марис) заново начали отстраивать мужской монастырь Стелла Марис (окончание строительства в 1853 году), в интерьере которого имеется дверь с изображением Илии-пророка и его статуя внутри церкви, Подворье Пророка Илии на горе Кармель (начало строительства 1911 год, освещение православной церкви в 1913 году), Греко-католический собор Илии-пророка (построен в 1939 году, ул. Эйн-Дор).

## Библейская история

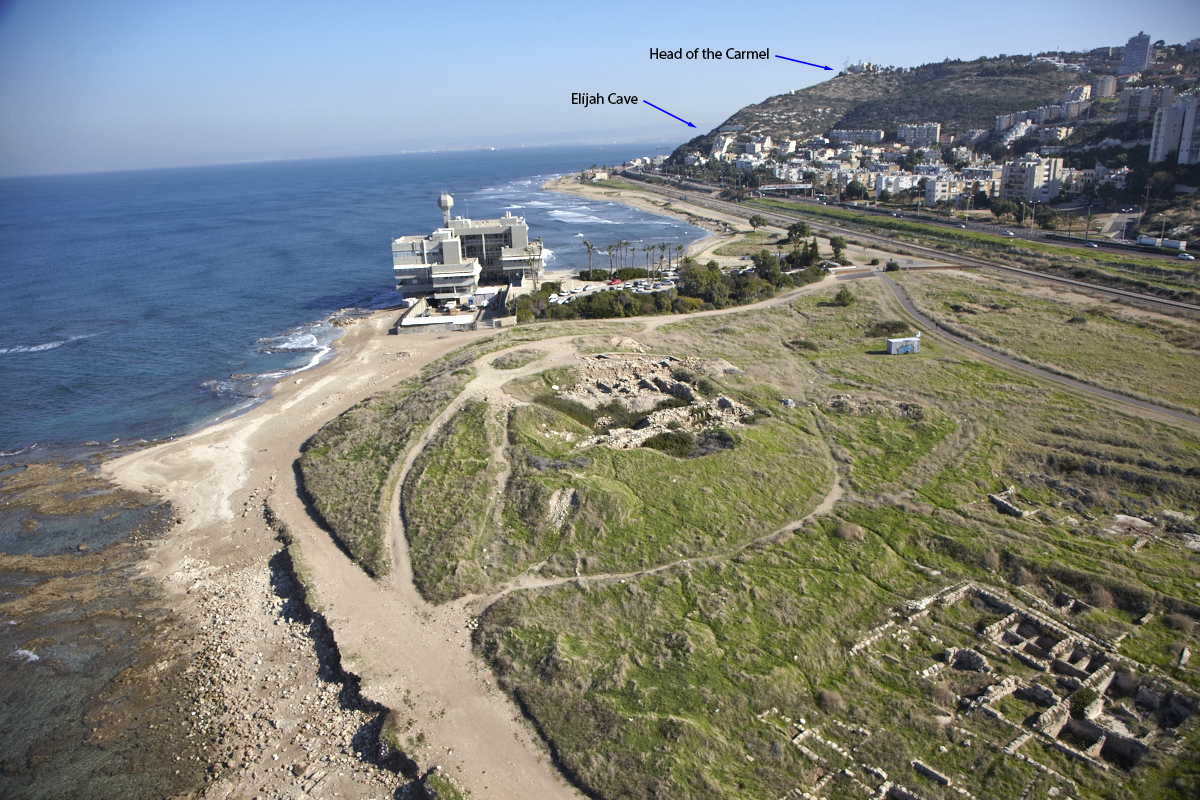
На переднем плане национальный парк Тель-Шикмона, за ней Институт Океанографии, вдали мыс Кармель, внизу указатель на Пещеру Илии, вверху указатель на Монастырь Стелла Марис

По Библии (3Цар. 19:8, 9) пророк Илия укрывается в пещере на горе Хорив после путешествия в течение 40 дней и 40 ночей. После пробуждения к нему обращается Бог, после чего Илия бросает вызов ханаанским священникам, чтобы они искали огонь у своего бога Ваала, чтобы зажечь жертву. Когда Ваал не отвечает на их мольбы, Илия восстанавливает разрушенный жертвенник Господень и приносит свою собственную жертву. Немедленно огонь с неба поглощает жертву, даже пропитанную водой. Эту победу Илии-пророка над жрецами Ваала связывают с самой высокой вершиной хребта Кармель Эль-Мухракой, находящейся вблизи Хайфы. На арабском языке «Эль-Мухрака» означает «место сжигания», название является отсылкой к всесожжениям и жертвоприношения на этом месте в ханаанские и ранние израильские времена.
После победы над жрецами Илия скрывается в пещерах на Кармеле на территории будущей Хайфы. Две из них и стали святыми местами.

## Исторические источники

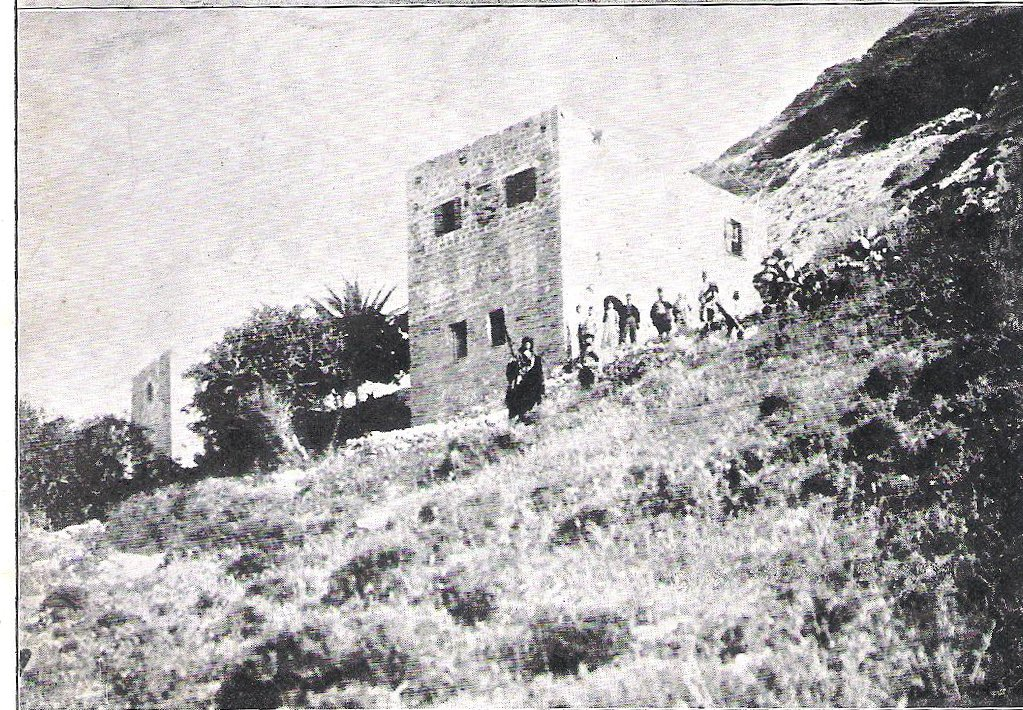
Пещера Ильи в 1899 году

Археологические находки (надписи на греческом языке) показали, что пещера на нынешней ул. Алленби считалась святым местом уже в начале византийской эпохи.
Традиция христианского почитания пещеры Илии-пророка в Хайфе укрепляется со времени основания ордена кармелитов на Святой земле в XII веке.
«Пещера Илии» (на нынешней улице Алленби) представлена, прежде всего, как часть горы Кармель. Именно так её описывают в своих трудах путешественники, историки, паломники.
Так, паломник из Бордо, посетивший гору Кармель, не упоминает в своих записях о пещере, но описывает деяния Илии на горе Кармель: «…там гора Кармель, там Илия принес жертву…».
Так же описывает пещеру монах Киево-Печерской лавры игумен Даниил, посетивший Святую Землю в 1104—1107 годах.
Первым описал именно пещеру (на улице Алленби) в 1171 году еврейский путешественник раввин Беньямин из испанского города Тудела .
Паломник Иоаннес Фокас, предположительно отправившийся в пещеру в 1185 году, пишет: «…В конце гребня горы Кармель, обращенного к морю, находится пещера Пророка Ильи…».
Один из еврейских паломников, предположительно посетивший пещеру в период между 1270 и 1291 годами, упоминал не только Илью, но и Елисея: «Там, на склонах горы Кармель, есть пещера, и там синагога, посвященная Илии, да будет он помниться навсегда. Над пещерой, на вершине горы, находится пещера Елисея».
В заметках от 1738 года английским прелатом и путешественником Ричардом Пококом была отмечена традиция посещения пещеры в субботу после Субботы Утешения, а также восхищение христиан, евреев и мусульман этим местом и посещение его в день рождения Илии.
В 1798 году с пещеры Илии в Хайфе начал своё путешествие по Святой Земле рабби Нахман, предок которого, по легенде, именно от самого Элияху-пророка (Илия) получил чудесные откровения.

## Интерьер
Габариты пещеры: длина ~14 м, ширина 8 м, высота 5 м. Пещера состоит из двух отделений: мужское и женское, причём женское больше. На стенах пещеры развешены тексты молитв, в шкафах—молитвенники, религиозные книги. Стены пещеры закрыты бархатным занавесом.
У входа в пещеру находится «кресло Элияху», которое есть в каждой синагоге и используется при обряде обрезания.

## Традиции
Считается, что молитвы в пещере (на ул. Алленби) способствуют увеличению заработка, улучшению здоровья (помогают от бесплодия, душевных болезней). В трещины свода пещеры вкладывают записки, как и в Стену Плача.
Евреи-иудеи посещают пещеру в «субботу раскаяния» (месяц ав, время разрушения Первого и Второго храма), праздник Лаг ба-Омер. Христиане считают, что в этой пещере останавливалось Святое семейство, возвращающееся из Египта в Назарет.
Мусульмане называют пророка Элияху Ильясом (в христианстве Илия), он упомянут в Коране (ас-Саффат 37:123—132) как борец за единобожие, молитвы в его честь способствуют дождю, уберегают от пожара, потопления, змей и т. д..
Друзы также считают это место святым и многие из них идентифицируют Илию как «эль-Хидр», зелёного пророка, который символизирует воду и жизнь. Некоторые считают пещеру местом, в котором может случиться чудо выздоровления.Друзы совершают паломничество в пещеру 25 января.